# Мецагранде (Лече)
Мецагранде (итал. Mezzagrande) је насеље у Италији у округу Лече, региону Апулија.
Према процени из 2011. у насељу је живело 224 становника. Насеље се налази на надморској висини од 34 м.